# Nowhere Man – Ohne Identität!
Nowhere Man – Ohne Identität! (Nowhere Man) ist eine US-amerikanische Fernsehserie, die erstmals von August 1995 bis Mai 1996 auf UPN ausgestrahlt und nach der ersten Staffel eingestellt wurde.

## Handlung
Die Existenz des Fotografen Thomas Veil wird eines Abends scheinbar „ausgelöscht“. Als er während eines gemeinsamen Abendessens mit seiner Frau Alyson in einem Restaurant von der Toilette zurückkommt, wird er plötzlich von niemandem mehr erkannt. Alle Menschen, die er bisher kannte, selbst seine Ehefrau, der beste Freund und sogar die eigene Mutter scheinen ihn plötzlich nicht mehr zu kennen. Alles scheint mit einem seiner Fotos zusammenzuhängen, das den Titel „Hidden Agenda“ trägt. Eine mysteriöse Organisation, die hinter diesem Identitätsraub zu stecken scheint, versucht in der Folge auf verschiedenstes Weisen, an dessen Negativ zu gelangen. Im Laufe der weiteren Handlung wird deutlich, dass Veil möglicherweise nicht der ist, der er selbst zu sein glaubt. So erinnert er sich an Begebenheiten, die nachweisbar so nie stattgefunden haben.

## Hintergrund
Die Serie entstand während des durch den von Akte-X ausgelösten Mystery-Boom der 1990er Jahre und weist Ähnlichkeiten mit früheren Fernsehserien wie Auf der Flucht und Nummer 6 auf. Ab Juni 1997 wurde die komplette Serie in Deutschland von RTL erstausgestrahlt. Von September bis Oktober 2000 begann RTL mit einer Wiederholung der Serie, brach diese aber nach nur sechs Episoden ab. Ab Januar 2005 strahlte Super RTL eine Wiederholung der Serie aus, sendete aber nur 15 Episoden. In der deutschen Synchronisation wird Bruce Greenwood von Joachim Tennstedt gesprochen.

## DVD-Veröffentlichung
2005 erschien in den USA ein Set mit 9 DVDs (Ländercode Region 1), das alle Folgen der Serie und diverse Specials (Audiokommentare, Trailer, Interviews etc.) enthält.

## Episoden
| Episode | Deutscher Titel                                    | Originaltitel                  | Planungstitel          | RTL-Erstausstrahlung |
| 1       | Im Netz des Bösen (70-minütiger Pilotfilm)         | Absolute Zero                  |                        | 28. Juni 1997        |
| 2       | Die Organisation                                   | Turnabout                      | Dr. Bellamy, I Presume | 10. Juli 1997        |
| 3       | Der unglaubliche Derek                             | The Incredible Derek           |                        | 17. Juli 1997        |
| 4       | Falsche Erinnerungen                               | Something About Her            |                        | 24. Juli 1997        |
| 5       | Ein Apfel im Paradies                              | Paradise on your Doorstep      |                        | 31. Juli 1997        |
| 6       | Der gläserne Mann                                  | Spider Webb                    |                        | 7. August 1997       |
| 7       | Ein virtueller Freund                              | A Rough Whimper of Insanity    |                        | 14. August 1997      |
| 8       | Schöne neue Welt                                   | The Alpha Spike                |                        | 21. August 1997      |
| 9       | Sein letzter großer Auftritt                       | You Really Got a Hold on Me    | Tears of a Clown       | 26. August 1997      |
| 10      | Der fremde Vater                                   | Father                         | Validation             | 2. August 1997       |
| 11      | Vertrauen                                          | The Enemy Within               |                        | 9. September 1997    |
| 12      | Ist das Leben nicht schwer?                        | It’s Not Such a Wonderful Life |                        | 16. September 1997   |
| 13      | Kontakt!                                           | Contact                        | Validation             | 23. September 1997   |
| 14      | Willkommen in der Hölle                            | Heart of Darkness              |                        | 30. September 1997   |
| 15      | Mein ist dein Leib!                                | Forever Young                  | Doubles                | 14. Oktober 1997     |
| 16      | Ein Licht am Himmel                                | Shine All Light on You         | Masons                 | 21. Oktober 1997     |
| 17      | Bildschirmflimmern                                 | Stay Tuned                     |                        | 11. November 1997    |
| 18      | Verabredung mit einem Verräter                     | Hidden Agenda                  |                        | 18. November 1997    |
| 19      | Das rote Muttermal                                 | Doppelganger                   |                        | 25. November 1997    |
| 20      | Streben nach der Wahrheit                          | Through a Lens Darkly          | Shutterbug             | 2. Dezember 1997     |
| 21      | Jagd durch die Nacht                               | Dark Side of the Moon          | The Mugging            | 16. Dezember 1997    |
| 22      | Ich nehme dir dein Wesen, Teil 1                   | Calaway, Part I                |                        | 23. Dezember 1997    |
| 23      | Nur ein grausamer Alp, der mit mir spielt?, Teil 2 | Zero Minus Ten, Part II        | Calaway, Part II       | 30. Dezember 1997    |
| 24      | Projekt Marathon                                   | Marathon                       |                        | 6. Januar 1998       |
| 25      | Wer ist der, der ich bin?                          | Gemini                         |                        | 13. Januar 1998      |

## Auszeichnungen
- 1996 wurde Mark Snow für die Titelmusik bei den Emmy Awards nominiert.